# Estádio José do Rego Maciel
Het Estádio José do Rego Maciel, beter bekend als Estádio do Arruda, is een voetbalstadion in de Braziliaanse stad Recife in de deelstaat Pernambuco. Het stadion werd gebouwd in 1972 en is de thuisbasis van voetbalclub Santa Cruz FC. Het stadion is het grootste van Pernambuco en werd in het verleden ook geregeld gebruikt voor interlands.

## Geschiedenis
José do Rego Maciel, die burgemeester van Recife was van 1952 tot 1955 schonk een stuk grond aan de club waarop later het stadion gebouwd werd dat naar hem vermoed is. Het stadion werd gebouwd met giften van fans en was destijds het vierde grootste private stadion ter wereld.
Op 4 juni 1972 werd het stadion officieel ingewijd met een vriendschappelijke wedstrijd tussen Santa Cruz en Flamengo en eindigde in een scoreloos gelijkspel. In 1982 opende de laatste uitbreiding waardoor er 110.000 toeschouwers in het stadion pasten.
Het toeschouwersrecord werd op 23 maart 1994 gevestigd toen 90.200 kijklustigen kwamen opdagen voor de interland Brazilië-Argentinië. Sindsdien is de capaciteit om veiligheidsredenen teruggebracht, zoals in de meeste Braziliaanse stadions.